# Najazd na Żejtun
Najazd na Żejtun (malt. L-Aħħar Ħbit – Ostatni atak, ang. Raid of Żejtun) – ostatni duży najazd wykonany przez Imperium Osmańskie przeciwko wyspie Malta, będącej wówczas pod rządami joannitów. Najazd miał miejsce w lipcu 1614 roku, kiedy najeźdźcy splądrowali miasto Żejtun i okoliczne tereny, zanim zostali pobici i wyparci na swoje okręty przez kawalerię Zakonu oraz mieszkańców miasteczek i wiosek południowo-wschodniej Malty.

## Podłoże polityczne
Po raz pierwszy Turcy osmańscy próbowali zająć Maltę w roku 1551, kiedy najechali Gozo, lecz nie zdołali opanować Malty. W roku 1565 podjęli drugą próbę, znaną jako Wielkie Oblężenie Malty, lecz zostali znów odparci po czterech miesiącach walk. Od bitwy pod Lepanto w roku 1571 Turcy trzymali się z daleka od wyspy, lecz pod koniec XVI wieku znów rozpoczęli wyprawy w rejony śródziemnomorskie. W roku 1598 czterdzieści tureckich okrętów widzianych było w okolicy Capo Passero na Sycylii, powodując ogólny alarm na Malcie. Podobna sytuacja zdarzyła się w latach 1603 i 1610. Z tego powodu Zakon rozpoczął przygotowania do potencjalnego ataku tureckiego. Przebudowana została przestarzała Cittadella na Gozo, zagwarantowano dostawę wody do Valletty, budując akwedukt Wignacourta oraz rozpoczęto budowę nadbrzeżnych wież strażniczych.

## Atak
Dwie godziny przed świtem 6 lipca 1614 roku, znaczne siły tureckie w liczbie 60 okrętów (w tym 52 galer) pod dowództwem Halila Paszy, próbowały wylądować w zatoce Marsaxlokk, lecz zostały odrzucone przez artylerię nowo zbudowanej wieży św. Lucjana. Flota zacumowała zatem w St. Thomas Bay w Marsaskala, mając możliwość, bez przeszkód, wysadzenia na brzeg 5000–6000 ludzi.
Pewna liczba najeźdźców zaatakowała wieżę św. Lucjana, gdy pozostali splądrowali miasteczko Żejtun, opuszczone przez mieszkańców na wieść o ataku. Turcy spalili gospodarstwa oraz zboże na polach, uszkodzili też kościół św. Grzegorza, wówczas kościół parafialny św. Katarzyny. Atak został opisany na pamiątkowej tablicy, umieszczonej obok głównego ołtarza św. Grzegorza, na której napis, wyryty w języku włoskim, głosi:

We wczesnych godzinach w niedzielę 6 lipca 1614, armia turecka wylądowała z 60 galerami, wysadzając na ląd sześć tysięcy ludzi w miejscu zwanym Ghizira w St. Thomas Creek. Turcy najechali pobliskie gospodarstwa rolne, docierając aż do pól uprawnych, będących pod lennem Bulebela. Złupili te przedmieścia, spalili pola uprawne oraz zrobili wiele szkód w głównym kościele św. Katarzyny i wszystkich pozostałych. Wielu z nich zostało schwytanych i zabitych, pozostali zostali zmuszeni do wycofania się z powrotem do nabrzeży. Żaden chrześcijanin nie został uprowadzony podczas ataku, lecz dwudziestu zostało rannych. Od tego dnia, aż do 11 września 1614, wszystkie osoby urodzone w tej parafii miały być ochrzczone gdzie indziej: [zapis powyższy] uzyskano z drugiej księgi chrztów tej parafii.

Na wieść o najeździe, Zakon wysłał regiment kawalerii, aby zaatakował najeźdźców, lecz został on niemal pokonany przez Turków. W międzyczasie, zebrane zostały siły lokalnej militia w ilości 6000–8000 mężczyzn, którzy walczyli z Turkami przez kilka następnych dni. Saraceni powrócili na swe okręty 12 lipca, i skierowali się do Mellieħa Bay, gdzie zaopatrzyli się w wodę, zanim odpłynęli do Trypolisu na ekspedycję karną przeciwko lokalnym powstańcom. Następnie flota zdławiła powstanie Greków na wschodnim Peloponezie, zanim powróciła do Konstantynopola w listopadzie 1614 roku.

## Konsekwencje
Atak potwierdził przydatność nadbrzeżnych wież strażniczych, i już 11 lipca 1614 roku zatwierdzona została budowa wieży broniącej St. Thomas Bay. Jednak nowa wieża nie mogła porozumiewać się z wieżą św. Lucjana. Na wypadek alarmu lub lądowania wrogich sił w każdej z zatok, potrzebna była jakaś pośrednia stacja sygnalizacyjna, umożliwiająca przekazanie prośby o posiłki.
Po najeździe Zakon dobudował w XV-wiecznym kościele św. Katarzyny dwa transepty oraz kopułę. Wysoko, w ścianach transeptu, zbudowano wąskie przejście z dwoma małymi oknami, wychodzącymi na wieże św. Lucjana i św. Tomasza, co umożliwiło komunikację pomiędzy dwiema wieżami. Znaleziska ludzkich kości w wielu sekretnych fragmentach tego kościoła, jest łączone z tym atakiem.
W roku 1658, dowodzący kontyngentem z Żejtun, Clemente Tabone, zbudował kaplicę poświęconą św. Klemensowi, dla upamiętnienia ratunku z najazdu. Przyjmuje się, że kaplica stoi obok miejsca bitwy z tureckimi najeźdźcami.

## Galeria

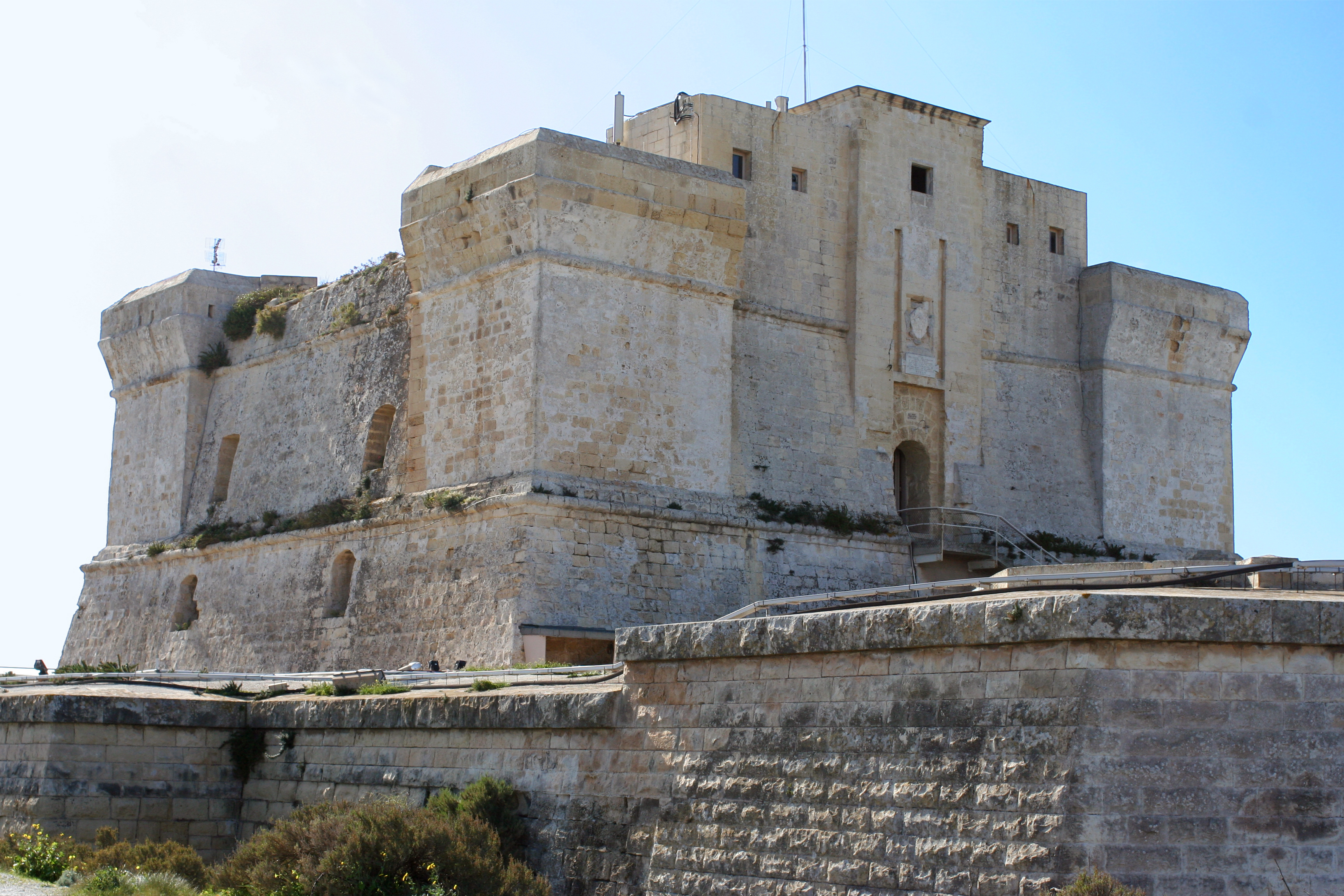
Wieża św. Lucjana, która zapobiegła lądowaniu Turków osmańskich w zatoce Marsaxlokk
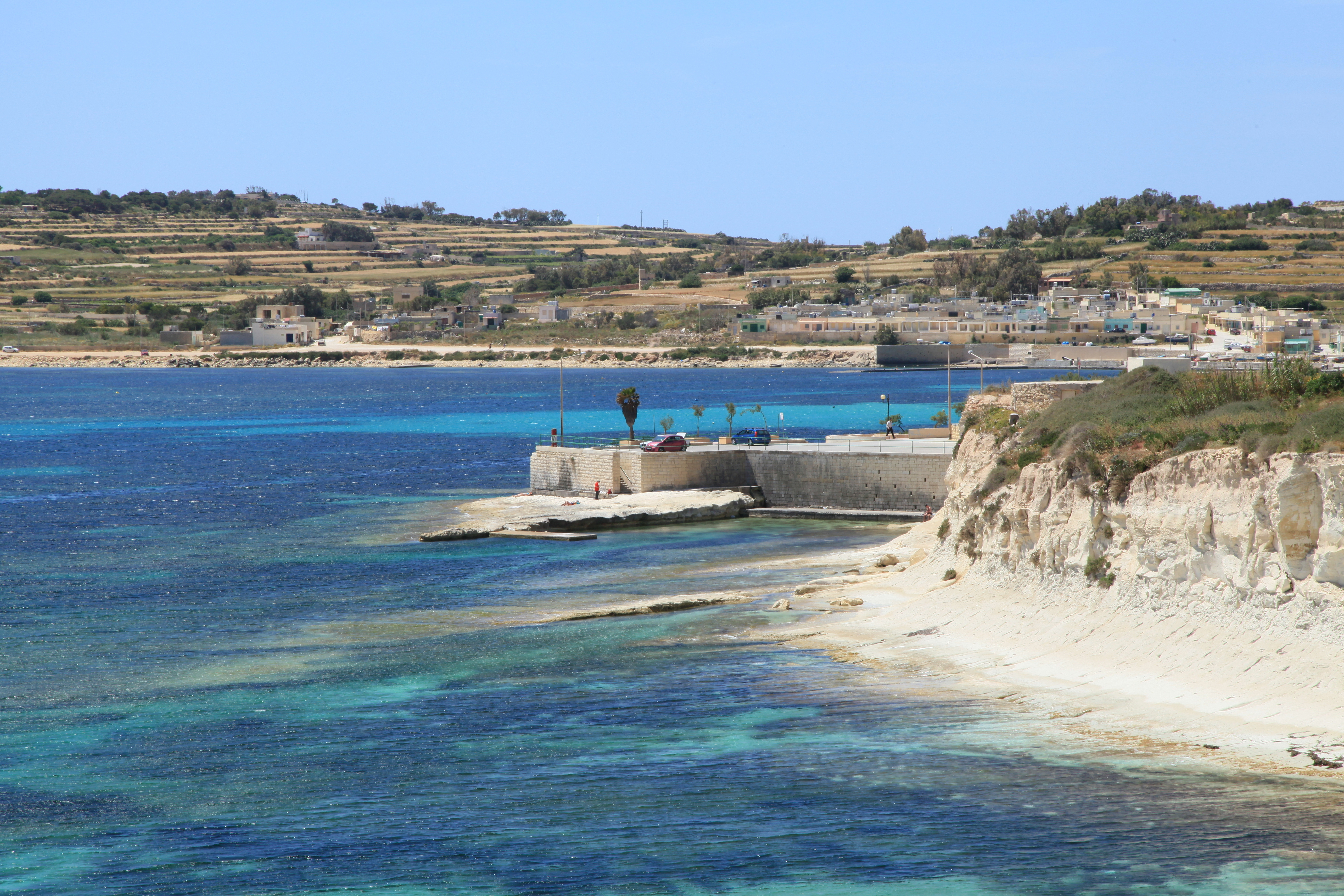
St. Thomas Bay, gdzie Saraceni wylądowali
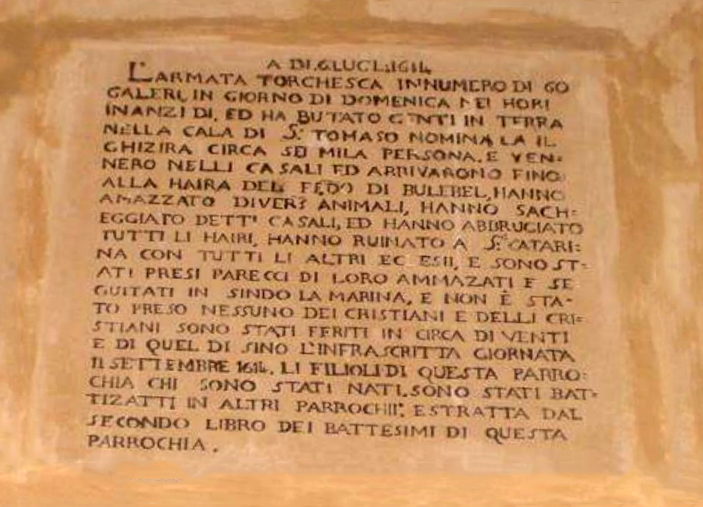
Tablica w kościele św. Grzegorza, upamiętniająca najazd
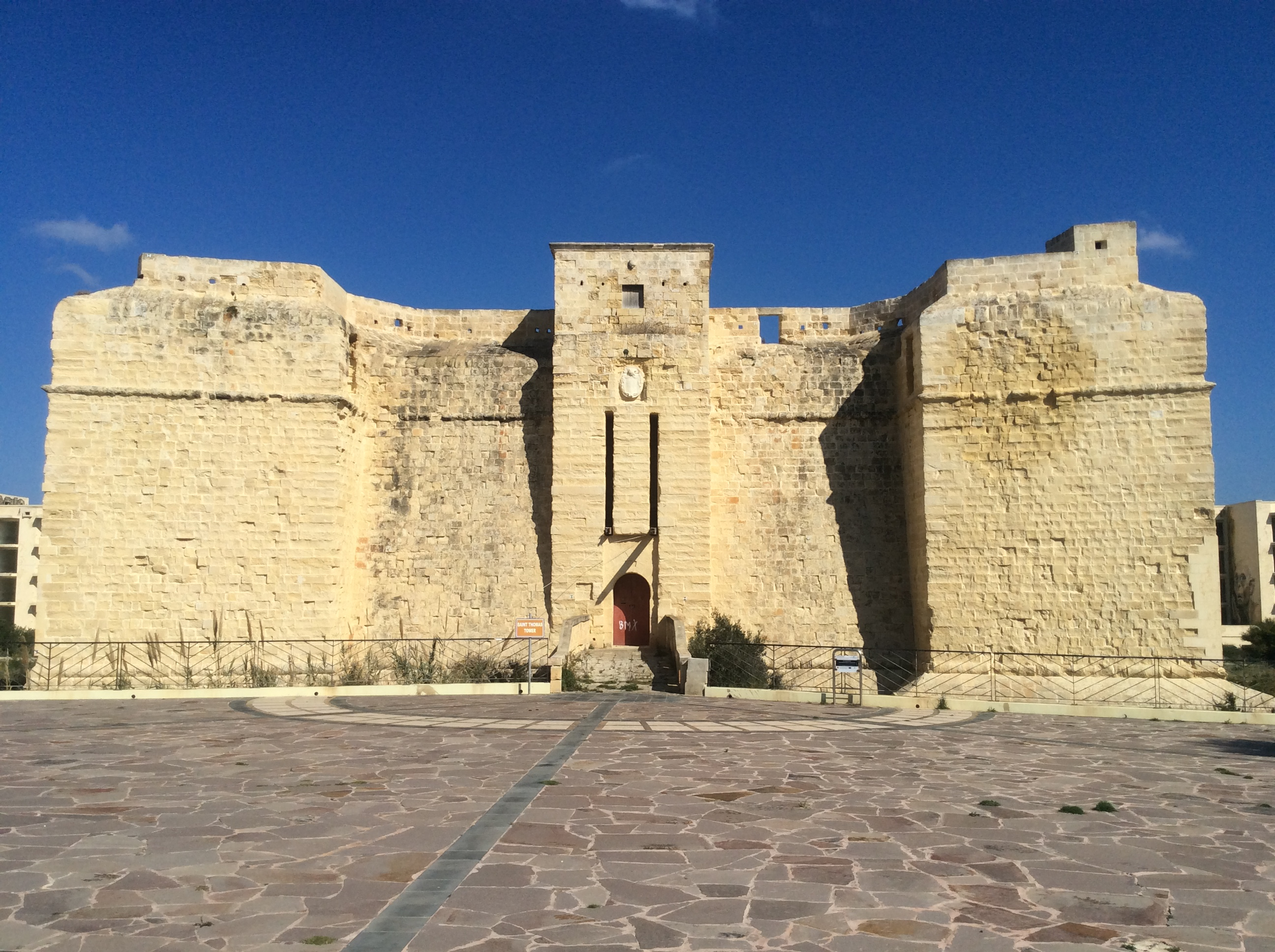
Wieża św. Tomasza, która została zbudowana zaraz po ataku, aby ochraniać St. Thomas Bay
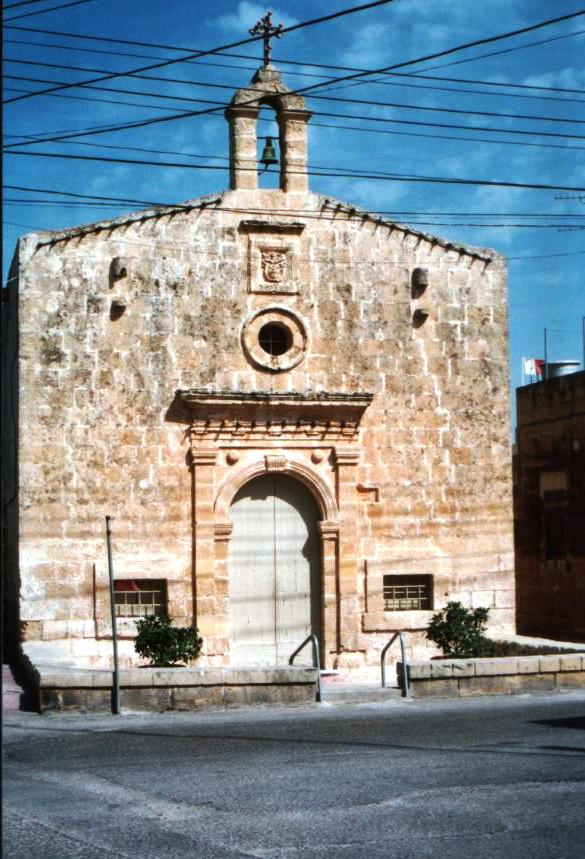
Kaplica św. Klemensa, zbudowana w roku 1658, aby upamiętnić wyratowanie z najazdu